# Стаций
Публий Папиний Стаций (на латински: Publius Papinius Statius; * 40, Неапол; † 96, Неапол) е римски поет на латински език през 1 век по времето на Домициан.
Най-известните му произведения са Тиваида, епос за войната на Седемте срещу Тива и стихосбирката Гори (на латински: Silvae). Не завършва епоса си за Ахил (Achilleus).

## Биография
Неговата гръцка фамилия Стации произлиза от Магна Греция. Баща му е роден във Велия (гр. Елея) и е grammaticus в Неапол и ръководи там едно училище. Също така е бил и поет и печелил награди при Augustalia, фестивал на поетите в Неапол.
След смъртта на баща му той отива в Рим и живее там до 94 г. Там той пише стихотворения и се жени за Клавдия, вдовица с дъщеря. Двамата нямат деца. Той осиновява един роб роден в дома му, който умира рано. Вероятно момчето е негов син от робиня. След 94 г. той се връща обратно в Неапол (silv. III 5) и умира една или две години по-късно.